# Jičíněves
Jičíněves är en ort i Tjeckien. Den ligger i den centrala delen av landet, 70 km öster om huvudstaden Prag. Jičíněves ligger 261 meter över havet och antalet invånare är 569.
Terrängen runt Jičíněves är platt, och sluttar söderut. Runt Jičíněves är det ganska glesbefolkat, med 34 invånare per kvadratkilometer. Närmaste större samhälle är Jičín, 7,2 km norr om Jičíněves. Trakten runt Jičíněves består till största delen av jordbruksmark.